# Sophus Andersen

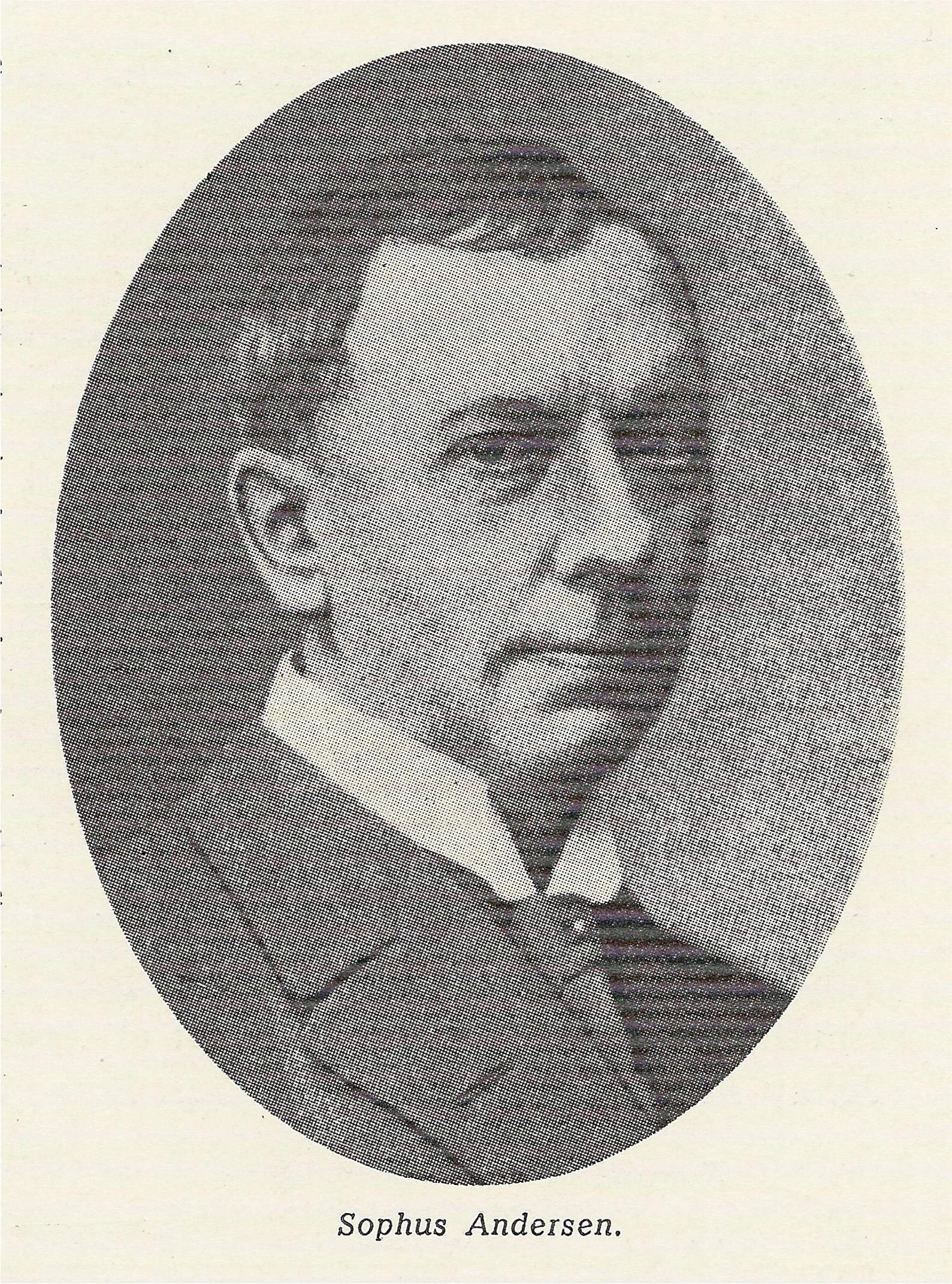
Sophus Andersen.

Sophus Emil Andersen, född 8 december 1859 i Köpenhamn, död 19 september 1923, var en dansk tonsättare och musikkritiker. Han var son till Fritz Andersen.
Andersen var lärjunge till sin far samt Albert Meyer (sång), Frederik Hilmer (violin) och Thorvald Hansen (instrumentation). Han blev candidatus philosophiæ 1878, avlade skollärarexamen 1890 och var lärare vid de kommunala skolorna i Köpenhamn från 1891. Han var musikkritiker vid dagstidningen "København" från 1892, tilldelades det Anckerska legatet 1906 och gjorde studieresor till Tyskland, Frankrike, Italien och Orienten. 
Andersen skrev sin första komposition vid fem års ålder. Han visade sig produktiv som romanstonsättare. Stor uppmärksamhet väckte hans sånger med pianoledsagning, bortåt 70 till antalet. Hans större kompositioner är Husmandskantate till invigningen av den första husmanskolan, kantaten Den 2. April och Historien om en Moder (en dikt av Viggo Stuckenberg efter H.C. Andersen) samt deklamationer till orkester. 